# Карташов Євген Григорович
Євге́н Григо́рович Карташо́в (нар. 1 січня 1942, рудник Щеглівський, Макіївський район, Сталінська область, Українська РСР, СРСР) — український державний діяч і дипломат, міський голова Запоріжжя в 2003–2010, Надзвичайний та Повноважний Посол України в Казахстані у 2000—2001 рр. Депутат Верховної Ради України 2012—2014 років. Кандидат філософських наук (1983). Доктор наук із спеціальності механізми державного управління (2016). Академік Транспортної Академії України (2001).

## Життєпис
У 1942 році разом з батьками переїхав до села Терсянка Новомиколаївського району Запорізької області. У вересні 1948 — червні 1955 року — учень Терсянської семирічної школи. У вересні 1955 — червні 1959 року — учень Запорізького гідроенергетичного технікуму.
У серпні 1959 — лютому 1960 року — слюсар, у лютому — листопаді 1960 року — помічник машиніста екскаватора, у листопаді 1960 — вересні 1961 року — механік, у вересні — листопаді 1961 року — старший інженер Управління механізованих робіт тресту «Запоріжалюмінбуд».
У листопаді 1961 — серпні 1964 року — служба в Радянській армії (військова частина № 44208 Одеського військового округу). Член КПРС з 1964 по 1991 рік.
У вересні 1964 — серпні 1969 року — студент Запорізького машинобудівного інституту, інженер-механік.
У лютому — серпні 1969 року — інструктор, у серпні 1969 — березні 1971 року — заступник завідувача відділу, у березні 1971 — серпні 1972 року — завідувач відділу пропаганди та культурно-масової роботи Запорізького обласного комітету ЛКСМУ.
У серпні 1972 — червні 1977 року — інструктор, у червні 1977 — вересні 1980 року — заступник завідувача відділу — завідувач сектору масово-політичної роботи відділу пропаганди та агітації Запорізького обласного комітету КПУ. У 1976—1979 роках заочно навчався у Вищій партійній школі при ЦК КПУ.
У вересні 1980 — серпні 1983 року — аспірант Академії суспільних наук при ЦК КПРС у Москві. У 1983 році захистив кандидатську дисертацію з діалектичного та історичного матеріалізму.
У серпні — вересні 1983 року — консультант-методист Будинку політосвіти в Запоріжжі. У вересні 1983 — липні 1984 року — інструктор відділу організаційно-партійної роботи, у липні 1984 — листопаді 1985 року — заступник завідувача відділу — завідувач сектору масово-політичної роботи відділу пропаганди та агітації Запорізького обласного комітету КПУ.
25 листопада 1985 — 26 вересня 1987 року — 1-й секретар Орджонікідзевського районного комітету КПУ міста Запоріжжя.
28 вересня (офіційно 12 грудня) 1987 — 22 листопада 1988 року — завідувач відділу пропаганди та агітації Запорізького обласного комітету КПУ. 22 листопада 1988 — 11 квітня 1990 року — завідувач ідеологічного відділу Запорізького обласного комітету КПУ.
7 квітня 1990 — 30 квітня 1992 року — заступник голови виконавчого комітету Запорізької обласної ради народних депутатів із гуманітарних питань. 1 травня — 4 вересня 1992 року — заступник глави Запорізької обласної державної адміністрації з питань соціально-культурної сфери, зв'язку з громадськими організаціями, партіями і рухами.
4 вересня 1992 — 4 лютого 1997 року — заступник генерального директора — директор зовнішньоекономічної фірми комбінату «Запоріжсталь». У лютому 1997 — січні 1999 року — заступник голови правління з питань зовнішньоекономічної діяльності — директор зовнішньоторговельної фірми ВАТ «Запоріжсталь».
27 січня — 23 листопада 1999 року — голова Запорізької обласної державної адміністрації.
25 січня 2000 — 26 березня 2001 року — Надзвичайний і Повноважний Посол України в Республіці Казахстан.
26 березня 2001 — 29 липня 2003 року — голова Запорізької обласної державної адміністрації.
8 червня 2003 — 24 вересня 2010 року — Запорізький міський голова.
Член Партії регіонів (до 13 листопада 2006 року), після того — позапартійний.
22 вересня 2010, трохи більше ніж за місяць до чергових виборів, змушений подати у відставку; йому була запропонована робота у Міністерство закордонних справ України. 24 вересня позачергова сесія міської ради прийняла відставку Карташова, відправила у відставку секретаря міськради Юрія Каптюха, який мав стати в.о. міського голови, та обрала секретарем міськради та в.о. міського голови Володимира Кальцева.
На виборах 31 жовтня 2010 очолював список Комуністичної партії до міської ради.
Народний депутат України 7-го скликання з грудня 2012 до листопада 2014, виборчий округ № 76, Запорізька область, від Партії регіонів. «За» 31,59%, 9 суперників. На час виборів: голова наглядової ради ПАТ «Запоріжвогнетрив», член Партії регіонів. Голова підкомітету з питань місцевого самоврядування Комітету з питань державного будівництва та місцевого самоврядування (з грудня 2012).

## Нагороди
- орден «За заслуги» І ступеня (7.10.2009)[13]
- орден «За заслуги» ІІ ступеня (1.01.2002)[14]
- орден «За заслуги» III ступеня (22.12.2000)[15]
- медаль «За трудову доблесть» (1977)
- Почесний громадянин міста Запоріжжя (24.09.2008)
- У 2001 році був визнаний найкращим регіональним лідером України.

## Родина
Одружений, має трьох дорослих дітей.